# Oxétacaïne
L'oxétacaïne (DCI) est un puissant anesthésique local de la famille des amino-amides, également connu sous le nom d'oxéthazaïne.

## Indications
Il peut être administré oralement (généralement associé à un antiacide) pour soulager la douleur due à un ulcère gastrique ou une œsophagite, mais aussi de manière locale pour aider à supporter des hémorroïdes.
Des préparations orales contenant de l'oxétacaïne sont disponibles dans plusieurs pays dont l'Inde, l'Afrique du Sud, le Japon et le Brésil. On n'en trouve pas aux États-Unis et il a été retiré du marché du Royaume-Uni en 2002.
En France, il existe une suspension buvable pour soulager les affections œsogastriques, fabriqué par Alkopharma.

## Particularité
À la différence de la plupart des anesthésiques locaux, l'oxétacaïne est actif même dans des conditions fortement acides.